# C22H25NO
化学式C22H25NO（摩尔质量319.448 g/mol）可能指：
- JWH-036，CAS号：162934-75-0
- JWH-205，CAS号：864445-38-5
- JWH-208，CAS号：864445-41-0
- JWH-251，CAS号：864445-39-6
- 1-(4-氰基亚苄基)-3,5-二叔丁基-2,5-环己二烯-4-酮，CAS号：183666-77-5
- 4-二甲氨基-6,7-二苯基双环[2.2.2]辛烷-2-酮，CAS号：217309-76-7

|  | 这个同类索引页列出了具有相同分子式的化学物（即同分異構體）条目。 除非您是有意链接至本页，否则应将相应条目的内部链接指向正确的条目。 |